# 许坦 (唐朝)
許坦（?—?），唐朝豫州（今河南省汝南县）人。
许坦十岁多的时候，他的父亲入山采药，将要被猛兽所吞食，许坦号叫用杖击打猛兽，猛兽逃走，其父得以保全。唐太宗听说後对侍臣说：“許坦虽是幼童，但能舍命救亲，至孝自中，深可嘉赏。”授为文林郎，赐帛五十段。